# 삼각창의 밖은 밤
《삼각창의 밖은 밤》(さんかく窓の外側は夜)은 야마시타 토모코가 원작한 일본의 만화 작품. 「MAGAZINE BE×BOY」(리브레)에서 2013년 4월호부터 2021년 1월호까지 연재되었다.

## 줄거리
서점에서 일하는 미카도 고스케는 언뜻 평범한 청년이지만 어릴 때부터 영혼이 보이는 특이체질에 시달리고 있었다. 어느날 서점에 찾아오는 제령사 히야카와 리히토가 그 체질을 알아내 권유에 의해 그의 제령사무소의 조수가 되었다. 여러 가지 의뢰를 받고 제령업무를 하는 가운데, 두 사람은 형사인 한자와 히로키로부터 1년 전에 일어난 연쇄살인사건 이야기를 꺼내게 되어 그 수수께끼를 쫓게 되었다.

## 실사 영화
감독은 모리가키 유다이, 주연은 오카다 마사키와 시손 쥰.
당초 2020년 10월 30일 공개 예정이었으나, 코로나19 범유행 감염 확대의 영향으로 2021년 1월 22일로 공개가 연기되었다.

## TV 애니메이션
2021년 10월부터 12월까지 도쿄 MX에서 방영되었다.